# Eudlo Creek National Park
Eudlo Creek National Park är en park i Australien. Den ligger i delstaten Queensland, omkring 85 kilometer norr om delstatshuvudstaden Brisbane. Eudlo Creek National Park ligger 48 meter över havet.
Närmaste större samhälle är Caloundra, omkring 19 kilometer sydost om Eudlo Creek National Park.
I omgivningarna runt Eudlo Creek National Park växer i huvudsak städsegrön lövskog. Runt Eudlo Creek National Park är det tätbefolkat, med 442 invånare per kvadratkilometer. Genomsnittlig årsnederbörd är 1 778 millimeter. Den regnigaste månaden är januari, med i genomsnitt 345 mm nederbörd, och den torraste är september, med 40 mm nederbörd.